# Кипро-минойское письмо

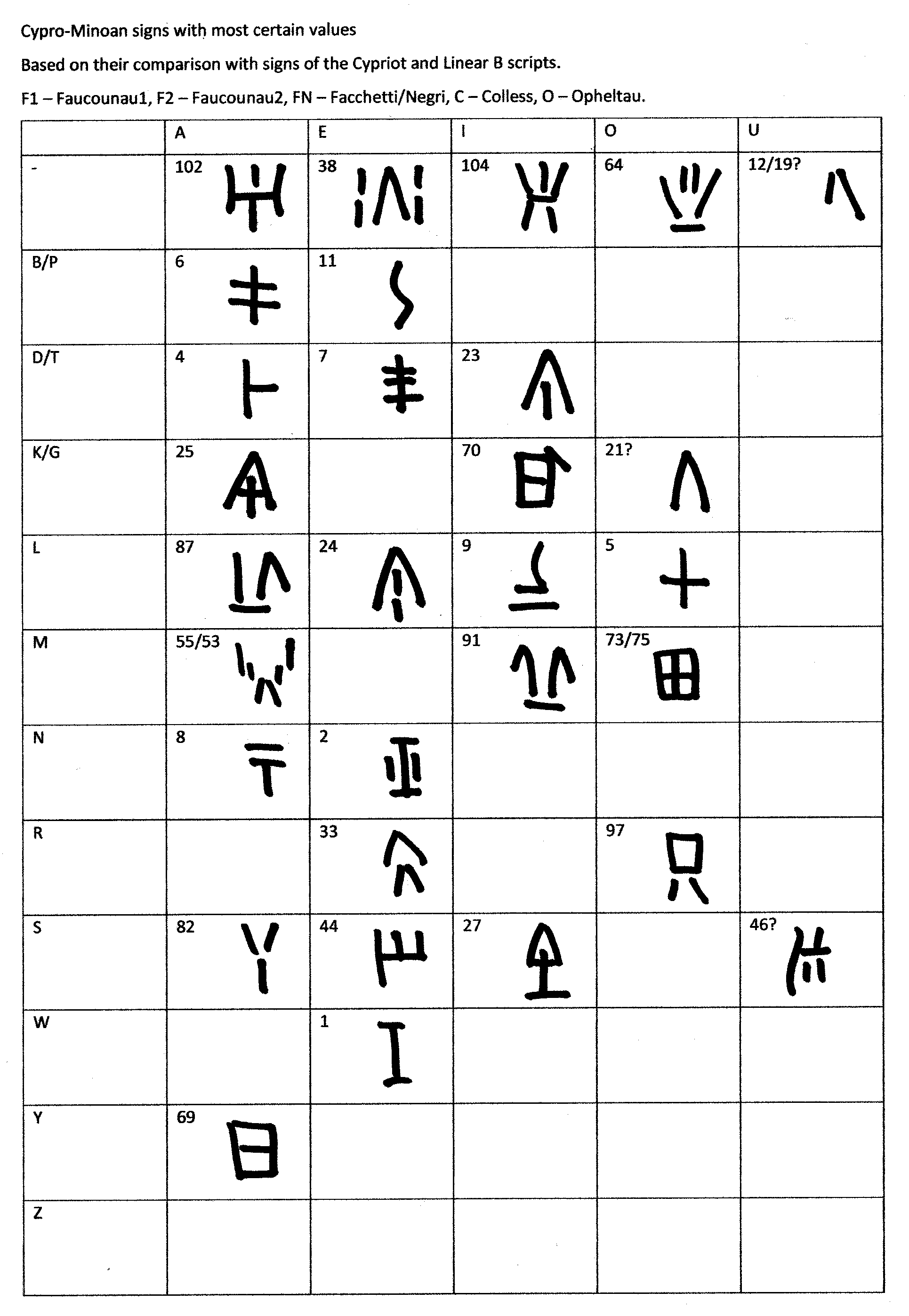
Современный (2015) консенсус по поводу чтения ряда знаков кипро-минойского письма. Сводная таблица. Составил Д. Лытов на основании ряда недавних публикаций (Colless, Faucounau, Ferrara, Steele)

Кипро-минойское письмо — письменность догреческих жителей острова Кипр, представленная надписями XVI—X в. до н. э.

## Характеристика

### Предшественники
На Кипре найдено несколько резных печатей со знаками, внешне напоминающими критские иероглифы, однако, скорее всего, пиктографическими по своей природе, как и другие синхронные изображения на кипрских печатях, не имеющие сходства с критскими знаками.

### Происхождение
Кипро-минойское письмо возникло через несколько десятков лет после появления первых памятников критского Линейного письма А.
Первооткрыватели кипро-минойского письма, в частности, Дж. Ф. Дэниэл, рассматривали его как результат эволюционного развития Линейного письма А. Эту точку зрения традиционно принимали более поздние исследователи (О. Массон, Э. Массон, Ж. П. Оливье), отмечая, однако, значительные отличия между этими двумя письменностями и отсутствие переходных форм.
Сильвия Феррара указала на хронологическую несостоятельность гипотезы об эволюционном развитии. По её мнению, кипро-минойское письмо возникло не в результате длительной эволюции, а скачкообразно, в результате разового волевого решения. Помимо отсутствия промежуточных форм, на это указывают:
- изначальные резкие отличия кипро-минойского письма от критского: полный отказ от идеограмм, адаптация письма к другому материалу (критское Линейное письмо А было скорее приспособлено для написания чернилами, тогда как кипро-минойское — к глине и даже внешне напоминало клинопись), заметное упрощение формы знаков вплоть до невозможности (для более чем половины) опознать критские прототипы. Для ряда знаков прототипами, возможно, послужили не знаки Линейного А, а знаки критских иероглифов, существовавших параллельно с Линейным А.
- хронологическое противоречие: первые памятники кипро-минойского письма всего на несколько десятков лет младше Линейного письма А; в случае эволюционного развития хронологический разрыв должен был быть более существенным, и должны были бы существовать переходные формы знаков.
- Кипр бронзового века не входил в область эгейских культур, а скорее был близок культурам побережья Леванта; главной причиной отказа от заимствования клинописи была сложность всех существовавших в то время клинописных письменностей, состоявших из нескольких сот знаков со множественными чтениями. Следы проникновения на Кипр выходцев из Эгеиды на острове отсутствуют вплоть до бронзового коллапса (когда на Кипре нарастают материальные свидетельства, связанные с микенской культурой, однако отсутствуют признаки завоевания или смены культурной парадигмы), что на несколько веков позже возникновения письма.

Ф. Сольдано предположил, что прототипами для кипро-минойских знаков были скорее критские иероглифы, чем Линейное письмо А; основанием для гипотезы было то, что критские иероглифы и Линейное письмо А существовали определённое время параллельно, но в разных частях о. Крит. Тем не менее, его попытка дешифровки кипро-минойского письма потерпела неудачу.
Несмотря на сходство и очевидное родство с двумя уже дешифрованными письменностями (Линейное Б и кипрское письмо), попытки дешифровки путём реконструкции промежуточных форм знаков между этими двумя письменностями до сих пор терпели неудачу. Отмечается, что кипрское и Линейное письмо Б по-разному были адаптированы к греческому языку и, вероятно, пришли к этой адаптации через разные догреческие языки для письменностей-предков.

### Распространение и хронология
Крупнейшими центрами распространения кипро-минойского письма были археологические памятники Энкоми и Айос-Димитриос на Кипре (бывшие города бронзового века), а также Угарит в Палестине, бывший в позднем бронзовом веке международным торговым центром, где параллельно использовалось несколько языков (угаритский, минойский, кипро-минойский и ряд других).
В то же время распространение письма было не повсеместным; в ряде кипрских городов памятники письма редки, а в таком крупном центре, как Аласса, памятники письма не найдены вообще. Однако не исключено, что письмо использовалось лишь для недолговечных записей хозяйственного характера, потому таблички с записями долго не хранились; аналогично, большинство памятников критского письма сохранилось лишь благодаря разрушениям дворцов и пожарам, в результате которых таблички были обожжены и сохранились.
Хронология письма охватывает XVI—X вв. до н. э. Бронзовый коллапс привёл к исчезновению Угарита, крупнейшего после Кипра центра распространения данного письма, однако на самом Кипре эпоха «народов моря» и последующие десятилетия являются скорее периодом расцвета и увеличения числа памятников письма, что является разительным контрастом с другими регионами Восточного Средиземноморья, пришедшими в тот же период в упадок.
Возможно, кипро-минойским письмом выполнены несколько кратких надписей на филистимских печатях из Ашдода (подробнее см. в статье филистимский язык).
Также кипро-минойские надписи были обнаружена в материковой Греции — в Тиринфе. Это глиняные шарики, на каждый из которых нанесено несколько знаков.

### Графическая эволюция
Эмилия Массон, опубликовавшая большую часть кипро-минойских надписей, выделяла 4 стадии развития письма: «архаическая», CM1, CM2, CM3. Она предполагала, что как минимум некоторые стадии могли означать смену языка. «Архаическое» письмо по начертанию ближе к критскому Линейному А, чем к остальному корпусу кипро-минойских надписей.
Гипотезу Э. Массон приняли без обсуждения В. Карагеоргис и Ж. П. Оливье, вслед за которыми эта точка зрения возобладала в большинстве публикаций по эгейским письменностям.
Сильвия Феррара (2012) подвергла критике данную гипотезу. Она указала, что как в развитии Кипра бронзового века, так и в развитии письма наблюдается преемственность без резких изменений. Сильвия Феррара отмечает, что в надписях разного периода наблюдаются одни и те же статистические закономерности употребления знаков, что также скорее указывает на один и тот же язык. Также Феррара отмечает, что три различных группы письма (СМ1-3) хронологически пересекаются между собой, различия между ними незначительны и могли быть обусловлены различным материалом для письма, или в ряде случаев декоративным характером надписей.
Наиболее поздние надписи найдены в Палепафосе: в них наблюдается тенденция к стяжению (графические элементы типа П превращаются в /\ и приобретают формы, близкие к кипрскому письму); одна из надписей выполнена на греческом языке (o-pe-le-ta-u), в остальных — до сих пор недешифрованных — выделяются те же характерные группы знаков (морфемы?), что и в более ранних КМ надписях.

### Корпус, типы и характер надписей
До начала 21 в. большую часть надписей опубликовали Оливье Массон, Эмилия Массон и Вассос Карагеоргис. В 2002 г. большое количество надписей рассмотрела в своей работе Джоанна Смит, а в 2007 г. собрание надписей, крупнейшее на сегодняшний день, известное под сокращённым названием HoChyMin, выпустил Жан-Пьер Оливье. Последнее не является корпусом надписей в строгом смысле этого слова.
Всего известно чуть более 200 надписей (из них 217 вошли в корпус Оливье).
Материал для письма — глиняные таблички. Известно несколько относительно длинных текстов в 10-50 слов, около сотни кратких текстов в 2-3-4 слова. Надписи наносились стилом на просохшую глину.
Уникальный для Кипра тип надписей — глиняные шарики с одним, реже двумя или даже 3-4 знаками. Назначение шариков остаётся предметом дискуссий. Аналогичные объекты использовались в древнем Междуречье, но намного ранее, чем кипро-минойское письмо. Также аналогичный феномен существовал на минойском Крите, но там вместо шариков использовались объекты каплевидной формы, которые исследователи назвали noduli, также обычно несущие на себе лишь единичный знак Линейного письма А.

### «Филистимские» надписи
Особняком стоят несколько надписей, обнаруженных на территории Израиля и датируемых 12-11 вв. до н. э., что связывается с прибытием филистимлян в ходе миграции «народов моря» (табличка из Афека, надпись из Ашкелона, печати из Ашдода, а также единичные знаки — личные метки гончаров — на керамике микенского происхождения). Хотя исследователи и отмечают несомненное сходство знаков с кипро-минойскими, традиционно эти надписи не включаются в кипро-минойский корпус.

### Язык
Ввиду того, что большая часть знаков не читается, вопрос о языке остаётся предметом спекуляций. Гипотезы о принадлежности языка к индоевропейским, семитским или хуррито-урартским языкам были встречены критически, в частности, из-за противоречия с археологическими данными.
Уже после исчезновения кипро-минойского письма на юге Кипра (Аматус и, возможно, Пафос) непродолжительное время существовал этеокипрский язык, представленный 5 краткими надписями V—IV вв. до н. э. Надписи выполнены уже дешифрованным кипрским письмом и поэтому читаются, однако непонятны; некоторые сопровождаются параллельным текстом на греческом языке. Предполагается, что за кипро-минойскими надписями стоит тот же этеокипрский язык, косвенным доказательством чего могут быть часто повторяющиеся характерные окончания слов (-o-ti, -na), имеющие аналоги в кипро-минойских текстах.

### Изучение и попытки дешифровки
Исследователей обнадёживал тот факт, что письмо-потомок — кипрский силлабарий — было дешифровано, а несколько десятков знаков предполагаемого письма-предка — критского Линейного письма А — также можно было «прочитать», исходя из их сходства со знаками более позднего дешифрованного Линейного письма Б. Тем не менее, начертание кипро-минойских знаков сильно отличается и от кипрского силлабария, и от Линейного письма А, поэтому с надёжностью можно установить значение не более 15-20 знаков. Для части знаков надёжность подкрепляется статистическим анализом употребления; в частности, предполагаемые знаки для гласных a и i встречаются исключительно в начале слов, что характерно и для других письменностей эгейской группы.
Несмотря на большое количество попыток дешифровки, большая часть авторов пренебрегала формальным анализом надписей и пыталась сопоставить слова, знаки которых читались, со словами известных языков древности. Ни одна из подобных дешифровок не получила широкого признания.
В 1980 г. А. Молчанов опубликовал контекстуальный анализ крупнейшей таблички из Энкоми, однако обошёл вниманием другие надписи. В 2002 г. Джоанна Смит опубликовала объёмное контекстуальное исследование кипро-минойских надписей. В 2012 г. Сильвия Феррара опубликовала труд с формальным анализом кипро-минойских надписей. В ней подробно рассмотрена эволюция знаков, контекст надписей, повторяющиеся морфологические элементы слов.

## Исследователи

### Ранние (до 1990-х гг.)
- Дэниэл, Джон Франклин (1910—1948) — первая попытка соотнесения кипро-минойских знаков с кипрским письмом и эгейскими письменностями[8][2]
- Зиттиг, Эрнст — неудачная попытка дешифровки
- Массон, Оливье — корпус надписей
- Массон, Эмилия
- Карагеоргис, Вассос
- Нам, Вернер
- Оливье, Жан-Пьер
- Молчанов, Аркадий Анатольевич
- Саккони, Анна
- Фокуно, Жан фр. Jean Faucounau

### Современные
- Игнасио-Хавьер Адьего (Ignasi Xavier Adiego Lajara)
- Джон Биллигмайер (Jon Billigmeier)
- Мигель Валерио (Miguel Valerio)
- Маурицио Дель Фрео (Maurizio Del Freo)
- Брент Дэвис (Brent Davis)
- Ив Дюу (Yves Duhoux)
- Джоанна Смит (Joanna Smith)
- Филиппа Стил (Philippa Steele)
- Томас Палайма (Thomas Palaima)
- Сильвия Феррара (Silvia Ferrara)
- Мелисса Феттерс (Melissa Vetters)
- Маркус Эгетмайер (Markus Egetmeyer)

### На русском языке
- Бартонек А. Злаотообильные Микены. М. 1991.
- Кондратов А. М., Шеворошкин В. В. Когда молчат письмена: Загадки древней Эгеиды. Л. 1970.
- Молчанов А. А., Нерознак В. П., Шарыпкин С. Я. Памятники древнейшей греческой письменности. Введение в микенологию. М., 1988 г.
- Молчанов А. А. Посланцы погибших цивилизаций. Письмена древней Эгеиды. М. 1992.
- Молчанов А. А. Таинственные письмена первых европейцев. М. Наука, 1980.
- B. М. Сергеев. Структурно-статистический анализ кипро-минойского текста из Энкоми // Античная балканистика. Карпато-балканский регион в диахронии. Предварительные материалы к международному симпозиуму. М.: Издательство «Наука», 1984.

### На иностранных языках
- Ferrara, Silvia (2012). Cypro-Minoan inscriptions.
- Olivier, Jean-Pierre (2007). Édition holistique des inscriptions chypro-minoennes.
- Smith, Joanna (2002). Script and Seal Use on Cyprus in the Bronze and Iron Ages.